# Sällskapet för uppmuntran av öm och sedlig modersvård
Sällskapet för uppmuntran av öm och sedlig modersvård är en svensk välgörenhetsförening, grundad 3 maj 1827 och upplöst 1944. 
Föreningen grundades av kronprinsessan Josefina, som blev dess beskyddare och första ordförande. Den tillhörde de första välgörenhetsföreningarna i Sverige och de första som organiserades och sköttes av kvinnor. Endast gifta kvinnor kunde vara fullvärdiga medlemmar, men ogifta kvinnor kunde utföra vissa uppgifter som biträden och män fungera som finansiärer.
Föreningens syfte var att med "understöd hjelpa och uppmuntra de inom Hufvudstaden boende Mödrar, gifta eller Enkor, som med 3:ne eller flera barn äro stadde i fattigdom", och underlätta för fattiga mödrar att ge sina barn eller styvbarn "öm och sedlig" uppfostran genom att hjälpa dem ekonomiskt. Konkret skedde det genom att förse dessa med hantverksarbete som de kunde utföra i hemmen och organisera försäljning av dessa. Föreningen finansierades av inkomsten från dessa produkter, av medlemsavgifter och donationer men mottog ofta donationer genom testamente. Den största donationen kom när Sällskapet till arbetsamhetens uppmuntran upplöstes 1880 och dess tillgångar överfördes till föreningen.
Föreningen hjälpte mödrar med minst tre barn under 15 år. Det räckte dock inte med att vara en behövande mor, "utan måste nödvändigt vara förenadt med en öm och sedlig modersvård, bevisat i snygghet, ordentlighet samt en i dygd och gudsfruktan efterdömelig uppfostran", och mödrarna underkastades kontroller av föreningen om att de hade en strävan ”att fostra barnen till flit och goda seder samt ett gudfruktigt och efterdömligt leverne”, och det var föreningen som avgjorde om mödrarnas fostran var kärleksfull och sedlig, enligt föreningens bedömning och värderingar. 
Föreningen var en del av den välgörenhetsvåg som pågick i västvärlden under 1800-talet och vars kännetecken var ett ogillande av ovillkorlig social hjälp till behövande och ett förespråkande av hjälp endast till dem som gick med på motprestationer.
Föreningen styrdes av en direktion på 40 ledamöter "boende i Hufvudstadens särskilda trakter, så att de hvar för sig, inom den, imellan dem sjelfve bestämde och öfverenskomne krets, noga kunna utröna de fattiges förhållanden, söka så hos Presterskapet som i sjelfva ställena säkra upplysningar om deras vandel och deras behof". Under denna fanns en kommitté bestående av från början av sex personer ur direktionen utsedda av Josefina som ägnade sig åt själva styrelsen och hanterade ekonomin och utdelningen. 
Sällskapet hade sitt sista protokoll 1942, det var fortfarande aktivt årsskiftet 1943/1944, då det hade tillgångar på 215 155 kr och betalade ut 5 330 kr till 80 mödrar med 328 hemmavarande minderåriga barn, men upplöstes 1944, och dess arkiv överfördes till Stockholms stadsarkiv 1945.